# Robert Zemeckis
Robert L. Zemeckis (n. 14 mai 1952, Chicago, Illinois, SUA) este un regizor, producător de film și scenarist american. Este cunoscut în mare parte pentru filmele Înapoi în viitor (Back to the future, serie de 3 filme în 1985, 1989 și 1990) și Forrest Gump (1994, cu Tom Hanks).

## Filmografie

### Film
| An   | Titlu                                                                                          | Regizor | Scenarist     | Producător    | Note            |
| ---- | ---------------------------------------------------------------------------------------------- | ------- | ------------- | ------------- | --------------- |
| 1978 | I Wanna Hold Your Hand                                                                         | Da      | Da            | Nu            | Debut regizoral |
| 1979 | 1941                                                                                           | Nu      | Da            | Nu            |                 |
| 1980 | Used Cars                                                                                      | Da      | Da            | Nu            |                 |
| 1984 | Romancing the Stone                                                                            | Da      | Nu            | Nu            |                 |
| 1985 | Back to the Future                                                                             | Da      | Da            | Nu            |                 |
| 1988 | Who Framed Roger Rabbit                                                                        | Da      | Nu            | Nu            |                 |
| 1989 | Back to the Future Part II                                                                     | Da      | Da            | Nu            |                 |
| 1990 | Back to the Future Part III                                                                    | Da      | Da            | Nu            |                 |
| 1992 | Death Becomes Her                                                                              | Da      | Nu            | Da            |                 |
| 1992 | Trespass                                                                                       | Nu      | Da            | executiv      |                 |
| 1994 | Forrest Gump                                                                                   | Da      | Nu            | Nu            |                 |
| 1996 | Tales from the Crypt Presents: Bordello of Blood                                               | Nu      | poveste       | executiv      |                 |
| 1997 | Contact                                                                                        | Da      | Nu            | Da            |                 |
| 1999 | Robert Zemeckis on Smoking, Drinking and Drugging in the 20th Century: In Pursuit of Happiness | Da      | Nu            | Nu            | Documentar      |
| 2000 | What Lies Beneath                                                                              | Da      | Nu            | Da            |                 |
| 2000 | Cast Away                                                                                      | Da      | Nu            | Da            |                 |
| 2004 | The Polar Express                                                                              | Da      | Da            | Da            |                 |
| 2007 | Beowulf                                                                                        | Da      | Nu            | Da            |                 |
| 2009 | A Christmas Carol                                                                              | Da      | Da            | Da            |                 |
| 2012 | Flight                                                                                         | Da      | Nu            | Da            |                 |
| 2015 | The Walk                                                                                       | Da      | Da            | Da            |                 |
| 2015 | Doc Brown Saves the World                                                                      | Da      | Da            | Nu            | Film scurt      |
| 2016 | Allied                                                                                         | Da      | Nu            | Da            |                 |
| 2018 | Welcome to Marwen                                                                              | Da      | Da            | Da            |                 |
| TBA  | The Witches                                                                                    | Da      | Da            | Va fi anunțat | Anunțat         |
| TBA  | The King                                                                                       | Da      | Va fi anunțat | Da            | Anunțat         |

#### Doar ca producător
| An   | Titlu                                       | Note                            |
| ---- | ------------------------------------------- | ------------------------------- |
| 1992 | The Public Eye                              | Producător executiv             |
| 1995 | Tales from the Crypt Presents: Demon Knight |                                 |
| 1996 | The Frighteners                             | Producător executiv             |
| 1999 | House on Haunted Hill                       |                                 |
| 2001 | Thirteen Ghosts                             |                                 |
| 2002 | Ghost Ship                                  |                                 |
| 2003 | Matchstick Men                              | Producător executiv             |
| 2003 | Gothika                                     |                                 |
| 2005 | House of Wax                                |                                 |
| 2005 | The Prize Winner of Defiance, Ohio          |                                 |
| 2006 | Monster House                               | Producător executiv             |
| 2006 | Last Holiday                                |                                 |
| 2007 | The Reaping                                 |                                 |
| 2010 | Behind the Burly Q                          | Producător executiv             |
| 2011 | Mars Needs Moms                             |                                 |
| 2011 | Real Steel                                  | Producător executiv             |
| 2012 | Bound by Flesh                              | Documentar; Producător executiv |
| 2019 | Chaos Walking                               | Filmări                         |

### Televiziune
| An        | Film                 | Note                        |
| --------- | -------------------- | --------------------------- |
| 1986      | Amazing Stories      | Regizor                     |
| 1989/1996 | Tales from the Crypt | Regizor/Producător executiv |
| 1992      | Two-Fisted Tales     | Regizor (Segment: "Yellow") |
| 1993      | Johnny Bago          | Regizor                     |
| 2018      | Manifest             | Producător executiv         |
| 2019      | Project Blue Book    | Producător executiv         |

## Colaborări frecvente
| Actor              | I Wanna Hold Your Hand (1978) | Used Cars (1980) | Romancing the Stone (1984) | Back to the Future (1985) | Who Framed Roger Rabbit (1988) | Back to the Future Part II (1989) | Back to the Future Part III (1990) | Death Becomes Her (1992) | Forrest Gump (1994) | Cast Away (2000) | The Polar Express (2004) | Beowulf (2007) | A Christmas Carol (2009) |  |
| ------------------ | ----------------------------- | ---------------- | -------------------------- | ------------------------- | ------------------------------ | --------------------------------- | ---------------------------------- | ------------------------ | ------------------- | ---------------- | ------------------------ | -------------- | ------------------------ |  |
| Eddie Deezen       | N                             |                  |                            |                           |                                |                                   |                                    |                          |                     |                  | N                        |                |                          |  |
| Pat Buttram        |                               |                  |                            |                           | N                              |                                   | N                                  |                          |                     |                  |                          |                |                          |  |
| Tom Hanks          |                               |                  |                            |                           |                                |                                   |                                    |                          | N                   | N                | N                        |                |                          |  |
| Bob Hoskins        |                               |                  |                            |                           | N                              |                                   |                                    |                          |                     |                  |                          |                | No                       |  |
| Christopher Lloyd  |                               |                  |                            | N                         | N                              | N                                 | N                                  |                          |                     |                  |                          |                |                          |  |
| Robin Wright       |                               |                  |                            |                           |                                |                                   |                                    |                          | N                   |                  |                          | N              | No                       |  |
| Michael J. Fox     |                               |                  |                            | N                         |                                | N                                 | N                                  |                          |                     |                  |                          |                |                          |  |
| Crispin Glover     |                               |                  |                            | N                         |                                |                                   |                                    |                          |                     |                  |                          | N              |                          |  |
| Kathleen Turner    |                               |                  | N                          |                           | N                              |                                   |                                    |                          |                     |                  |                          |                |                          |  |
| Charles Fleischer  |                               |                  |                            |                           | N                              | N                                 |                                    |                          |                     |                  | N                        |                |                          |  |
| James Tolkan       |                               |                  |                            | N                         |                                | N                                 | N                                  |                          |                     |                  |                          |                |                          |  |
| Dub Taylor         |                               | N                |                            |                           |                                |                                   | N                                  |                          |                     |                  |                          |                |                          |  |
| Lea Thompson       |                               |                  |                            | N                         |                                | N                                 | N                                  |                          |                     |                  |                          |                |                          |  |
| Thomas F. Wilson   |                               |                  |                            | N                         |                                | N                                 | N                                  |                          |                     |                  |                          |                |                          |  |
| Marc McClure       | N                             | N                |                            | N                         |                                |                                   | N                                  |                          |                     |                  |                          |                |                          |  |
| Wendie Jo Sperber  | N                             | N                |                            | N                         |                                |                                   | N                                  |                          |                     |                  |                          |                |                          |  |
| Joe Flaherty       |                               | N                |                            |                           |                                | N                                 |                                    |                          |                     |                  |                          |                |                          |  |
| Daryl Sabara       |                               |                  |                            |                           |                                |                                   |                                    |                          |                     |                  | N                        |                | No                       |  |
| Deborah Harmon     |                               | N                |                            | N                         |                                |                                   |                                    |                          |                     |                  |                          |                |                          |  |
| Mary Ellen Trainor |                               |                  | N                          |                           |                                | N                                 |                                    | N                        | N                   |                  |                          |                |                          |  |
| Leslie Zemeckis    |                               |                  |                            |                           |                                |                                   |                                    |                          |                     |                  | N                        | N              | No                       |  |